# 바이킹 선박

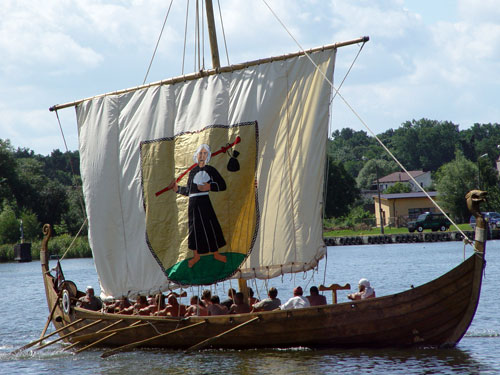

바이킹 선박 또는 바이킹선(Viking ship)은 바이킹 시대부터 중세까지 스칸디나비아에서 사용된 독특한 구조의 해양 선박이었다. 보트 유형은 선박의 용도에 따라 매우 다양했지만 일반적으로 끝이 대칭이고 용골이 있는 가늘고 유연한 보트로 특징지어졌다. 이것들은 서로 리벳으로 고정된 판자를 겹쳐서 만든 클링커로 제작되었다. 일부는 디자인을 위해 용의 머리나 기타 원형 물체가 뱃머리와 선미에서 튀어나왔을 수도 있지만 이는 역사적 자료에서만 추론된다. 바이킹 선박은 군사 목적과 장거리 무역, 탐사 및 식민지화에 모두 사용되었다.
문헌에서 바이킹 선박은 일반적으로 상선과 군함이라는 두 가지 광범위한 범주로 나뉘며, 후자는 적재 용량은 적지만 속도는 더 빠른 좁은 "전쟁 카누"와 유사하다. 그러나 이러한 범주는 중복된다. 일부 수송선도 전쟁 함대의 일부를 구성한다. 일반적으로 스칸디나비아의 선박 항로는 연안 해역을 따라갔기 때문에 대부분의 선박은 더 가벼운 디자인이었고 크노르와 같은 일부 유형은 바다를 항해할 수 있었다. 바이킹 선박은 발트해에서 멀리 스칸디나비아 본토, 아이슬란드, 페로 제도, 그린란드, 뉴펀들랜드, 지중해, 흑해 및 아프리카까지 다양했다.
배의 얕은 흘수 덕분에 수심이 1미터에 불과한 바다에서도 항해가 가능했고 해변 착륙도 가능했다. 또한 무게가 가벼워서 운반도 가능했다.

## 같이 보기
- 범요선